# 1 Kadrowy Batalion BKA
1 Kadrowy Batalion BKA (brus. Першы школьны батальён БКА) – ochotniczy antybolszewicki oddział wojskowy Białoruskiej Obrony Krajowej (BKA) pod koniec II wojny światowej.
Po zajęciu Białorusi przez Armię Czerwoną w lipcu 1944 r., wielu białoruskich kolaborantów uciekło do Rzeszy. Tak zrobili członkowie Białoruskiej Centralnej Rady i liczni członkowie BKA. We wrześniu 1944 r. w Berlinie zaczęto organizować 1 kadrowy batalion BKA. Liczył 422 Białorusinów w dużej części pochodzących z mińskiej 1 Oficerskiej Szkoły BKA. Byli oni jednak nieuzbrojeni i nieumundurowani. Dowódcą został kpt. Piotr Kosacki. W oddziale odbywało się nieformalne szkolenie oficerskie i podoficerskie. Działacze Białoruskiej Centralnej Rady z Radosławem Ostrowskim na czele starali się o uznanie batalionu przez Niemców. W grudniu zamierzali nawet go rozwiązać, tracąc nadzieję na uzyskanie pomocy od władz niemieckich, ale wówczas SS wydało zgodę na utworzenie Waffen-SS Grenadier-Brigade "Weißruthenien". Batalion posłużył ostatecznie jako rezerwa oficerska dla tej brygady (np. Barys Rahulia) oraz innych kolaboracyjnych formacji zbrojnych złożonych z Białorusinów.